# Travnički okrug
Travnički okrug bio je jedan od okruga u BiH dok je bila pod Austro-Ugarskom. Sjedište mu je bilo u Travniku. 
Godine 1895. okrug se (nje. Kreise) prostirao na 10.023 km² na kojem je živjelo 240.088 stanovnika. Obuhvaćao je 1895. područje 9 kotara (nje. Bezirk):
- Bugojno
- Glamoč
- Jajce
- Livno
- Prozor
- Travnik
- Zenica
- Žepče
- Županjac

Iz ovog okruga brojem stanovnika su se 1879. isticali Livno s 4.597 i Travnik s 5.887 stanovnika.